# アイラ・レヴィン
アイラ・レヴィン（Ira Levin、1929年8月27日 - 2007年11月12日）は、アメリカ合衆国出身の小説家、劇作家、作詞家である。小説では、『死の接吻』(1953年)、『ローズマリーの赤ちゃん』(1967年)、『ステップフォードの妻たち』(1972年)、そして『ブラジルから来た少年』(1976年)で、劇作品では『デストラップ・死の罠』（1978年）で知られていて、作品の多くが映像化されている。

## 経歴
アイラ・レヴィンはニューヨークのマンハッタンで生まれて、マンハッタンとブロンクスで育った。父のチャールズは玩具の輸入業者で、先祖はロシアからの移民であった。レヴィンはニューヨークのホーレス・マン・スクールを修了して、アイオワ州のデ・モインにあるドレイク大学に1946年から1948年まで通っていた。その後ニューヨーク大学に移って、哲学と英語学を専攻して1950年に大学を卒業した。また1953年から1955年まで、アメリカ陸軍の信号隊に入隊していた。

## 脚本
レヴィンは大学を卒業した後に、訓練用映画や放送番組のための脚本を書いた。最初の作品は1951年の"Lights Out"での『Leda's Portrait』だった。
最初に発表された戯曲は、『No Time for Sergeants』で、1954年のマック・ハイマンの小説が原作だった。アメリカ空軍においてのヒルビリー("Hillbilly")を描いたコメディーで、このステージでアンディー・グリフィスはキャリアを開始した。その後この作品は、1958年にニック・アダムスが出演して、『軍曹さんは暇がない』として映画化された。また1964年からTVシリーズとして放映されていた『マイペース二等兵』があるが、このシリーズはサミー・ジャクソンが出演していて、一般的には『軍曹さんは暇がない』が前身と思われている。
レヴィンの一番有名な戯曲は1978年の『Deathtrap』で、ブロードェイで上演されたコメディー・スリラーの最長記録を持っている。そしてこの作品で、1980年に2度目のエドガー賞を戯曲部門で受賞した。またこの戯曲は、クリストファー・リーブとマイケル・ケインの出演で映画化されて『デストラップ・死の罠』として1978年に公開された。

## 小説
レヴィンは1954年に最初の小説『死の接吻』を発表して、エドガー賞の処女長編賞を受賞した。1956年に『赤い崖』として、1991年に『死の接吻』として映画化された。
最も知られている作品が、1967年の『ローズマリーの赤ちゃん』で、マンハッタンのUWSにおける、現代のサタニズムと神秘学のホラー・ストーリーであった。1968年にミア・ファローとジョン・カサヴェテスの出演で映画化されて、この映画に出演したルース・ゴードンはアカデミー賞の助演女優賞を受賞した。この映画を監督したローマン・ポランスキーはアカデミー賞の脚色賞にノミネートされた。

レヴィンは2002年に語っている。
「『ローズマリーの赤ちゃん』が『エクソシスト』や『オーメン』の先導となったことに罪悪感を感じる。どの世代も影響されてサタンをより信じるようになってしまった。私はサタンを信じていない。これらの本がなかったら、我々の原理主義は強くなっていないだろう。もちろん、印税の小切手は送り返さなかったがね。」
映画化されたレヴィンの小説は、他にも、1978年公開の『ブラジルから来た少年』と、1975年と2004年に公開された『ステップフォードの妻たち』がある。
1990年代にレヴィンは、ベストセラーになった小説2作を出版した。1991年の『硝子の塔』と1997年の『ローズマリーの息子』であった。『硝子の塔』は1993年にフィリップ・ノイス監督で、シャロン・ストーン、ウィリアム・ボールドウィン、トム・ベレンジャーの出演で映画化された。『ローズマリーの息子』は1967年の『ローズマリーの赤ちゃん』のその後を描いた小説であった。
スティーヴン・キングはレヴィンをサスペンス小説の「スイスの時計職人」だと評している。「彼が書いた全ての小説はプロットの驚異である。彼はサスペンス小説のスイスの時計職人であり、他の作家をドラッグストアの5ドルの時計のように思わせてしまう。」
また、チャック・ポーラニックは『Stranger than Fiction: True Stories』で、「レヴィンの文章はスマートで、カルチャーで普通用いられる、使い古された言い回しの最新版となっている。」と述べている。
2003年に、レヴィンはMWA賞の巨匠賞を受賞した。

## 私生活
レヴィンは結婚歴と離婚歴がそれぞれ2度ある。最初がガブリエル・アーロンソンで次がフィリス・シュガーマンであった。最初の結婚で、アダム、ジャレッド、そしてニコラスの3人の息子が誕生し、さらに4人の孫がいる。

## その死
2007年11月12日に、マンハッタンの自宅で心臓発作で亡くなった。

## 作品

### 小説
- 死の接吻 （A Kiss Before Dying, 1953年）
- ローズマリーの赤ちゃん （Rosemary's Baby, 1967年）
- この完全なる時代 （This Perfect Day, 1970年）
- ステップフォードの妻たち （The Stepford Wives, 1972年）
- ブラジルから来た少年 （The Boys from Brazil, 1976年）
- 硝子の塔 （Sliver, 1991年）
- ローズマリーの息子 （Son of Rosemary, 1997年）

### 戯曲
- No Time For Sergeants （1956年）
- Interlock （1958年）
- Critic's Choice （1960年）
- General Seeger （1962年）
- Dr. Cook's Garden （1968年）
- Veronica's Room （1974年）
- Deathtrap （1978年） - トニー賞ノミネーション作品
- Break a Leg: A Comedy in Two Acts （1981年）
- Cantorial （1982年）

### ミュージカル
- Drat! The Cat! （1965年）

### 映像化作品
- 赤い崖 (A Kiss Before Dying) (1956)
- 軍曹さんは暇がない (No Time for Sergeants) (1958)
- Critic's Choice (1963)
- ローズマリーの赤ちゃん (Rosemary's Baby) (1968)
- ステップフォード・ワイフ (The Stepford Wives) (1975)
- ブラジルから来た少年 (The Boys from Brazil) (1978)
- デストラップ・死の罠 (Deathtrap) (1982)
- 死の接吻 (A Kiss Before Dying) (1991)
- 硝子の塔 (Sliver) (1993)
- 殺しのターゲット (Footsteps) (2003)
- ステップフォード・ワイフ (The Stepford Wives) (2004)